# Oryx Club de Douala
|  | Per a altres significats, vegeu «Oryx (desambiguació)». |

L'Oryx Club de Douala és un club de futbol camerunès de la ciutat de Douala.
Va assolir els seus majors èxits als anys 60, on fou el primer campió de la Copa africana de clubs campions el 1964 derrotant l'Stade Malien per 2-1. També guanyà 5 lligues i 3 copes del Camerun, la majoria als anys 60.

## Palmarès
- Lliga camerunesa de futbol[1]
  - 1961, 1962, 1963, 1964, 1965, 1967
- Copa camerunesa de futbol[2]
  - 1956 (abans de la independència), 1963, 1968, 1970
- Copa africana de clubs campions[3]
  - 1964